# 2. Deutsche Volleyball-Bundesliga 1976/77 (Frauen)
Die Saison 1976/77 der 2. Volleyball-Bundesliga der Frauen war die erste Ausgabe dieses Wettbewerbs.

## 2. Bundesliga Nord
Meister wurde der Dürener TV, der auf den Aufstieg in die 1. Bundesliga verzichtete. Dafür stieg der Viertplatzierte DJK Westen Berlin auf. Absteigen mussten SGN Essen und NN.

### Mannschaften
In dieser Saison spielten folgende acht Mannschaften in der 2. Bundesliga Nord der Frauen:
- DJK Westen Berlin
- Dürener TV
- SGN Essen
- Godesberger TV
- Post SV Köln
- Universität zu Köln
- 1. VC Schwerte II
- NN

### Tabelle
|                         | Verein      | Spiele | Punkte | Sätze |
| ----------------------- | ----------- | ------ | ------ | ----- |
| 1.                      | Düren       | 14     |        |       |
| 2.                      | Schwerte II | 14     |        |       |
| 3.                      | Uni Köln    | 14     |        |       |
| 4.                      | Berlin      | 14     |        |       |
| 5.                      | Post Köln   | 14     |        |       |
| 6.                      | Godesberg   | 14     |        |       |
| 7.                      | Essen       | 14     |        |       |
| 8.                      | NN          | 14     |        |       |
| Stand: Abschlusstabelle |             |        |        |       |

|  | Aufsteiger in die Bundesliga  |
|  | Absteiger in die Regionalliga |

## 2. Bundesliga Süd
Meister und Aufsteiger in die 1. Bundesliga wurde die TG Rüsselsheim. Absteigen musste NN.

### Mannschaften
In dieser Saison spielten folgende acht Mannschaften in der 2. Bundesliga Süd der Frauen:
- Eintracht Frankfurt
- USC Freiburg
- TV Kornwestheim
- PSV Marburg
- TSV 1860 München
- PSV Reutlingen
- TG 1862 Rüsselsheim
- NN

### Tabelle
|                         | Verein      | Spiele | Punkte | Sätze |
| ----------------------- | ----------- | ------ | ------ | ----- |
| 1.                      | Rüsselsheim | 14     |        |       |
| 2.                      |             | 14     |        |       |
| 3.                      |             | 14     |        |       |
| 4.                      |             | 14     |        |       |
| 5.                      |             | 14     |        |       |
| 6.                      |             | 14     |        |       |
| 7.                      |             | 14     |        |       |
| 8.                      | NN          | 14     |        |       |
| Stand: Abschlusstabelle |             |        |        |       |

|  | Aufsteiger in die Bundesliga  |
|  | Absteiger in die Regionalliga |